# 李震 (明の軍人)
李 震（り しん、生年不詳 - 1486年）は、明代の軍人。本貫は南陽府南陽県。

## 生涯
都督僉事の李謙の子として生まれた。指揮使の位を嗣いだ。1444年（正統9年）、ウリャンカイへの征討に従軍して功績があり、都指揮僉事に進んだ。ほどなく王驥に従って麓川の乱を鎮圧し、同知に進んだ。
1449年（正統14年）、景泰帝が即位すると、李震は貴州右参将となった。苗族の乱を偏橋で討ち、これを撃破した。1451年（景泰2年）、王来に従って韋同烈を征討した。鎖児・流源の諸寨を破り、1600人を捕斬し、香爐山を攻め落として、韋同烈を捕らえた。都指揮使に進み、靖州を守備した。ほどなく罪に問われて北京に召還された。方瑛が苗族の乱を討つことになると、李震は従軍を志願し、景泰帝は軍功を立てることで贖罪することを許した。まもなく李震は方瑛に従って天堂の苗族たちを破り、左参将に進んだ。方瑛が銅鼓の諸反乱を鎮圧すると、李震はさらに武岡に進軍し、牛欄など54の寨を攻略した。捕斬するところ多く、都督僉事に進んだ。
1458年（天順2年）、李震は方瑛に従って貴州東方の苗族の干把豬の乱を鎮圧した。1459年（天順3年）12月、平蛮将軍・総兵官に任命され、貴州・湖広に駐屯した。1460年（天順4年）、麻城県の李添保が苗族の中に逃げ込んで反乱を起こした。李添保は唐の太宗の後裔と詐称して、1万人あまりの人々を集め、王を称し、武烈と建元して、周辺を攻略した。李震は進撃して、李添保を破った。李添保は貴州の鬼池の苗族たちの中に逃げ込み、再起を図った。李震は李添保を捕らえて、北京に送った。1461年（天順5年）1月、西堡の苗族を破った。首領11人を捕らえ、359人を斬った。
3月、李震は城歩の瑶族・僮族を掃討し、横水・城渓・莫宜・中平の諸寨を攻撃して、いずれも破った。長駆して広西西延にいたり、広西の官軍と合流して、十八団の瑶族たちに勝利し、前後して数千人を捕斬した。この冬、李震は貴州の管轄を李安に引き継ぎ、湖広駐屯の任に専念するよう命じられた。1462年（天順6年）夏、軍を率いて錦田・江華から雲川・桂嶺・横江の諸寨を攻撃し、瑶族の反乱軍を破って、2800人あまりを捕斬した。1463年（天順7年）冬、苗族が赤渓湳洞長官司を占拠していたことから、李震は李安とともに道を分かれて進み、反乱の首領の飛天侯らを斬り、寨200を破り、長官司を奪回した。都督同知に進んだ。1464年（天順8年）冬、広西の瑶族が湖南に侵入し、夜間に桂陽州に入って略奪をおこなった。李震は道を分けて兵を派遣して追撃し、これを連破し、1000人あまりを捕斬した。
1465年（成化元年）、李震は靖州を守備した。都指揮同知の荘栄が貴州の黎平諸府と湖広の五開諸衛が近接していることから、大将が総領するべきだと上奏した。このため李震は再び貴州を兼領するよう命じられた。ほどなく李震は反乱の首領の苗蟲蝦を捕らえた。
荊州府・襄陽府で劉千斤と石和尚が反乱を起こすと、李震は討伐の軍を進めた。反乱軍が敗走し、官軍は勝利に乗じて梅渓の反乱軍の根拠地まで追いかけた。官軍が敗北し、都指揮以下38人が死亡したため、李震は成化帝の譴責を受けた。白圭らの援軍が到着すると、李震は南漳から兵を進めて反乱軍を撃破し、乱を鎮圧した。1467年（成化3年）、功を論じられて、右都督に進んだ。
ときに武岡・沅靖・銅鼓・五開の苗族が蜂起し、貴州からも危急を告げてきた。李震は貴州を遠隔地から統制するのは困難だと言上して、湖広に専任したいと請願した。成化帝はこれを許可した。李震は銅鼓・天柱から四道に分かれて進軍させ、反乱軍を連破し、清水江を直撃した。苗族の先導を得て、反乱軍の領域に深入りした。2か月間に根拠地800か所を破り、廬舎13000か所を焼き、3300人を捕斬した。広西の瑶族が桂陽府を劫略したので、李震はこれを攻撃して3800人あまりを斬った。この当時、李震の威名は西南で著しく、苗族や僚族たちは李震を畏怖して「金牌李」と呼んだ。1471年（成化7年）、李震は項忠とともに流賊の李原を討って鎮圧し、流民90万人を招撫した。1472年（成化8年）、左都督に進んだ。
1475年（成化11年）、苗族が再び武岡・靖州を侵犯し、湖北・湖南は動揺した。李震は巡撫の劉敷らとともに゜五道に分かれて進軍し、620あまりの寨を破り、8500人あまりを捕斬し、捕らえた反乱者の妻子は万を数えた。1476年（成化12年）、功を論じられて興寧伯に封じられた。
1477年（成化13年）、参将の呉経が李震と険悪で、弟の呉綬が汪直の腹心だったことから、呉経は呉綬に李震のことを讒言させた。ちょうど汪直は項忠を失脚させようと図っていたことから、これを利用して李震を弾劾した。李震は逮捕されて獄に下され、爵位を剥奪されて、右都督に降格され、南京に蟄居させられた。ほどなく汪直は校尉を捜査に派遣して、李震がひそかに守備太監の覃包と結んで賄賂を通じていると言上させた。成化帝は怒り、汪直を南京に派遣して覃包らの罪を列挙させ、覃包を孝陵司香に降格させ、李震を連行して北京に戻させた。1483年（成化19年）に汪直が失脚すると、李震は復爵を訴えた。1484年（成化20年）9月、興寧伯の爵位を回復した。1486年8月29日（成化22年8月1日）、死去した。